# Fossi figo
Fossi figo è un brano di Elio e le Storie Tese, pubblicato nel 2003. È il secondo singolo estratto dall'album Cicciput.

## Descrizione
La canzone è cantata in coppia con Gianni Morandi. Nel pezzo vengono parodiati l'introduzione di Questo piccolo grande amore di Claudio Baglioni, Spuma da 100 degli stessi Elii, presente nel loro primo album Elio Samaga Hukapan Kariyana Turu (del 1989), Five Years di David Bowie, Scappa con me di Jovanotti e Bohemian Rhapsody dei Queen.
La musica è stata composta da Cesareo e Rocco Tanica, mentre il testo è nato da un'idea dello stesso Cesareo insieme a Faso, elaborata poi con Elio.

## Formazione
- Elio, Gianni Morandi – voce
- Rocco Tanica – tastiere
- Faso – basso
- Cesareo – chitarra
- Christian Meyer – batteria
- Paola Folli, Lola Feghaly, Elio, Cesareo – cori